# Fundación General de la Universidad de Málaga

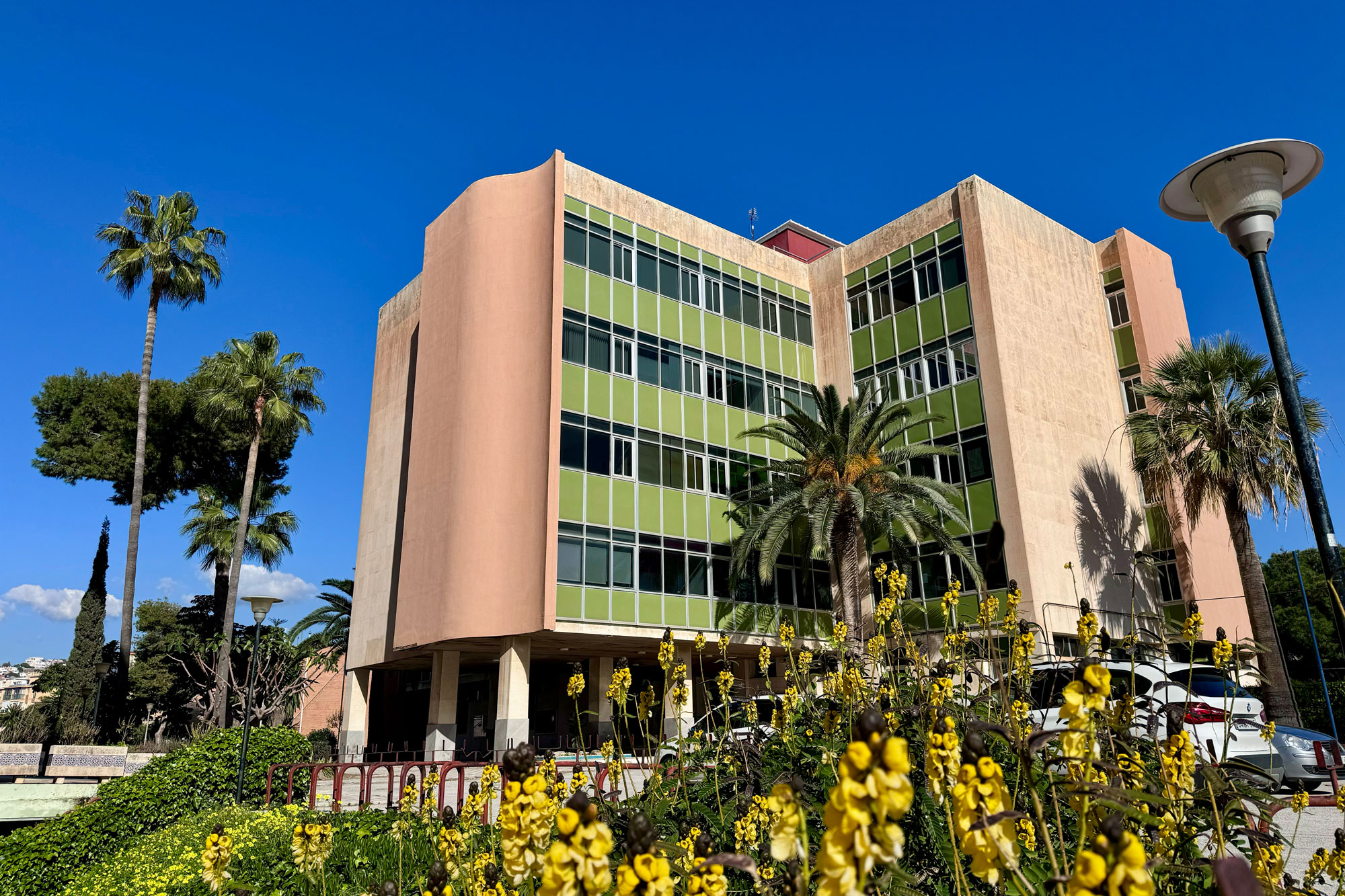
Fundación General de la Universidad de Málaga (Campus de El Ejido)

La Fundación General de la Universidad de Málaga (FGUMA) es un medio propio  de la Universidad de Málaga. Desde su creación en 1996, se dedica a fomentar la formación, la investigación y la colaboración entre la universidad y la sociedad, proporcionando herramientas y recursos para la comunidad universitaria y el público en general.

## Historia y misión
Desde su fundación, la FGUMA ha apoyado la labor docente e investigadora de la Universidad de Málaga y desarrolla una amplia variedad de actividades dirigidas tanto a la comunidad universitaria como a la sociedad malagueña en los ámbitos de la formación, la investigación, la internacionalización y la responsabilidad social. Su misión es facilitar el acceso al conocimiento, fomentar el aprendizaje a lo largo de la vida y fortalecer la relación entre la universidad y el entorno empresarial y social.

## Proyectos
La FGUMA desarrolla una amplia variedad de actividades, entre las que destacan:
- Formación continua y especializada: Cursos y programas adaptados a las necesidades del mercado laboral y de la sociedad.
- Cursos de idiomas: Enseñanza de inglés y francés en el Centro de Idiomas de la FGUMA. El centro también ofrece servicios de traducción, interpretación, corrección de textos e interpretación en Lengua de Signos Española (LSE), con el fin de facilitar la internacionalización y la accesibilidad a toda la sociedad.
- Cursos de Verano de la UMA: Foro de debate con especialistas de prestigio y de actualidad. Empezaron en el año 2003 y se celebran en Marbella, Vélez-Málaga, Ronda y Málaga capital.
- UMA en la provincia: Jornadas organizadas en distintos municipios de Málaga, en colaboración con sus ayuntamientos, enfocadas en diversos temas de interés.
- Formación profesional: Cursos de formación profesional y certificados profesionales orientados a mejorar la empleabilidad. Estos programas están diseñados para ajustarse a las necesidades del mercado laboral actual y pueden ser bonificados a través de FUNDAE, lo que facilita su acceso tanto a particulares como a empresas.
- Cursos y talleres específicos: Llevados a cabo en colaboración con diversas entidades, públicas o privadas. Destaca Gastrocampus, con talleres sobre innovación en gastronomía impulsados por la Facultad de Turismo de la Universidad de Málaga.
- Jornadas y congresos: Encuentros académicos y profesionales en diversas áreas del conocimiento, en colaboración con centros y servicios de la Universidad de Málaga y otras entidades.
- Actividades y eventos: Colaboración con entidades como Proyecto Hombre, Fundación ONCE, Fundación CUDECA o Cruz Roja, impulsando iniciativas solidarias como el concierto benéfico anual, que ha contado con artistas como Lori Meyers, León Benavente, Zahara e Israel Fernández.
- Actividades culturales: Proyectos para la promoción del patrimonio material e inmaterial de Málaga, así como charlas sobre temas de interés, talleres de música, literatura, teatro y danza dirigidos a todos los públicos, apoyando a artistas emergentes y fomentando el acceso a la cultura en la provincia de Málaga.
- Premios: Fomento del talento académico y la investigación con los premios a las mejores notas de admisión; las Becas Talento, organizadas junto a la Fundación Kareema para apoyar estudios de posgrado en universidades internacionales;[2] los Premios de Investigación de la Universidad de Málaga;[3] y los concursos de fotografía sobre medioambiente y flamenco.
- Proyectos solidarios: Campañas de mecenazgo "Gotas que salvan vidas",[4] junto al Centro de Investigaciones Médico Sanitarias, para impulsar la investigación oncológica; y "Plántate por Honduras",[5] en colaboración con la Fundación ACOES Honduras, para la construcción de un centro asistencial dirigido a familias en situación vulnerable de la ciudad de Tegucigalpa.
- Actividades deportivas: Fomento de la actividad física y el bienestar de la comunidad universitaria y del público en general.

## Centros

### Centro de Investigaciones Médico Sanitarias (CIMES)
El Centro de Investigaciones Médico Sanitarias (CIMES) es una infraestructura centrada en investigación biomédica dirigida por el catedrático de Oncología Emilio Alba.  Su infraestructura incluye siete laboratorios científicos y cuatro unidades de I+D. 

### Centro Internacional de Español de la Universidad de Málaga (CIE-UMA)
Institución de enseñanza del español como lengua extranjera fundada en 1947 que ofrece cursos adaptados a estudiantes internacionales y preparación para exámenes oficiales como DELE, CCSE y SIELE.

### Centro de Idiomas FGUMA
Institución educativa que ofrece cursos y talleres en inglés y francés, dirigidos tanto a la comunidad universitaria como al público general. Como centro oficial de preparación y examinador, también gestiona certificados de nivel de idiomas como Cambridge (inglés), DELF-DALF (francés), GOETHE (alemán), CELI (italiano), Πιστοποιητικό ελληνομάθειας (griego moderno) o TOPIK (coreano).

### Centro de Estudios Iberoamericanos y Transatlánticos (CEIT)
El CEIT es un centro de la FGUMA especializado en el estudio del mundo iberoamericano y transatlántico, con el objetivo de analizar las relaciones históricas y actuales entre España y los países de Iberoamérica. Fue creado en 2021 tras la experiencia previa del Aula María Zambrano de Estudios Transatlánticos (AMZET) de la Universidad de Málaga, que desarrolló desde 2012 una intensa actividad de formación, investigación y difusión.  

## Dirección
- Francisco Martos Crespo (2010-2014)
- Ana Cañizares Laso (2014-2016)
- Diego J. Vera Jurado (2016-2025) [9]
- Eugenio José Luque Domínguez (desde 2025) [10]

## Reconocimientos
- FGUMA: Premio AFA a la cooperación (2021) [11]
- FGUMA: Premio Cruz Roja a la solidaridad (2021) [12]
- CIMES: Premio en el 38.º Congreso de la Sociedad Española de Medicina Nuclear e Imagen Molecular (SEMNIM) [13]
- CIE-UMA: Certificado de satisfacción internacional del estudiante [14]